# Mayansk mytologi

Tungt utskuret kalkstenslock till Pacals sarkofag i Inskriptionspyramidens krypta, Palenque, Mexiko. Här skildras hur härskaren K'inich Janaab' Pakal (Skölden 603-683) sjunker ned till underjorden, Xibalba via världsträdet i centrum. Efter att ha besegrat dödsgudarna fem nivåer ned och fyra upp, stiger Pacal åter som Solen efter en lång tid i mörkret.

Mayansk mytologi syftar på den förkolumbianska mayacivilisationens polyteistiska trosföreställningar. 

## Historik
Dessa trosuppfattningar var troligen etablerade redan 1000 år före vår kronologis början, långt tidigare än de första kända monumenten med tydlig mayaarkitektur hade byggts och inskriptioner, som avbildade deras gudar blivit utförda. Under följande årtusenden blev detta intrikata och mångfasetterade system av trosföreställningar breddat, med gradskillnader mellan regioner och tidsperioder. Hela tiden upprätthölls likväl en nedärvd tradition och sedvänjor.
Mayaindianerna delade många traditioner och ritualer med grannkulturerna i den mesoamerikanska regionen, både föregående och samtida samhällen. Hela regionen utgjorde en sammanhållen mosaik av trossystem och begrepp om världens sanna natur och mänsklig tillvaro. Likväl utvecklade de olika mayafolken med tiden en unik och fortlöpande uppsättning traditioner, som är särskilt knutna till deras samhällen och deras bedrifter.

## Kosmologi
Maya ansåg att världen var indelad i fem huvudriktningar, av vilka fyra var knutna till färger: nord/vitt, syd/gult, öst/rött, väst/svart plus mitten som var associerad med livets träd, Whack Chan, symboliserat av ett väldigt ceibaträd i kosmos’ centrum. Mayagudar uppvisade skiftande aspekter i relation till dessa fem riktningar liksom för olika naturliga cykler som mayafolken räknade med. Gudarna hade också dualistiska naturer med avseende på dag eller natt, liv eller död. Det fanns en speciell gud för var och en av de tretton nivåerna i mayas himmel och nio gudar för lika många nivåer i underjorden, Xibalba. Mellan himlens ovanvärldar och de undre av natt och död fanns jordytans plan, vilket i mayakonsten ofta avbildas som en tvåhövdad kajman eller en sköldpadda i en stor sjö.
Planeter och stjärnor, naturens element, siffror, grödor, kalenderns dagar och tidsperioder hade alla sina egna gudar. Gudarnas egenskaper, illvilja eller välvilja och förbindelser förändrades i takt med dygnens gång i mayakalendern och efter solens , Venus, månens och stjärnornas positioner (astrometri. Till mayaprästernas uppgifter hörde därför att kunna göra mycket exakta astronomiska observationer.

## Skapelsemyt
Quichémayas skapelseberättelse skissas i Popol Vuh. I denna skapas världen från intet endast genom mayas samlade pantheon av gudar. Mayafolket såg Tepeu och Gucumatz som anfäder och man sa att det var de som hade skapat allt; dock med vissa förhinder i att finna lämpligt råmaterial till dugliga människor. Först med majs hade de framgång. Initialt hade de misslyckats med att göra människor av lera och därefter av trä, innan varelser gjorda av majs kunde tilldelas uppdrag som prisade gudarna. Vissa forskare hävdar att denna berättelse ökar trovärdigheten till uppfattningen att mayafolket inte trodde på konst per se; allt deras arbete syftade till att få gudarna på gott humör.
Utöver skapelsemyten innehåller Popol Vuh den mellanliggande berättelsen om de i mesoamerikanskt bollspel legendariskt skickliga tvillinghjältarnas, Hunahpu och Xbalanque, kamp med att besegra underjordens, Xibalba, "lorder". Tvillingarna stiger ned i underjorden, förlorar en bollmatch och avrättas. Hunaphus huvud sätts upp i ett träd, vilket lockar dit en nyfiken gudinna, Xquik. Huvudet spottar i hennes hand, varpå hon blir gravid och de två på så vis till slut mirakulöst återfödda. Än en gång förlorar de båda en match mot Xibalbas elakingar, som maler sönder dem och strör resterna i en flod. Tvillingarna återföds dock åter igen, nu som kringvandrande artister och de beger sig ytterligare en gång till Xibalba med en listig plan, vilken äntligen lyckas få bukt med underjordsmonstren. Myten tillhandahåller en metafor för jordbrukets cykliska förlopp och grödornas årliga återfödelse. Dessa två berättelser är brännpunkter i mayafolkets mytologi och ses ofta avbildade i mayakonsten.

## Några bemärkta gudar
- Ah Puch – dödsguden.
- Ah Kinchil – en solgud och jaguarguden.
- Alom – en modergudinna.
- Bolon Dzacab – en förfadersgud.
- Chaac – regn- och åskgud.
- Camazotz - fladdermusgud, som antastar tvillingarna i Popol Vuh.
- Cumhau – dödsgud på en av nivåerna i Xibalba.
- Ek Chuah - köpmännens och kakaoodlarnas skyddsgud.
- Gucumatz – ormgud och skapargud.
- Hunab Ku - den övergripande guden, gränslös och omnipresent.
- Hunahpu – en av skapargudarna, den uppgående solens gud och namnet på en av tvillingarna i Popol Vuh
- Huracan – storm- och eldgud, tillika en av skapargudarna.
- Itzamná - den högste guden, make till Ix Chel.
- Ixbalanque - tvillingbror till Hunahpu.
- Ix Ch'up - mångudinnan.
- Ix Chel – maka till Itzamná och mor till Bacabs. Läkemedelskunnig.
- Ixtab – självmordsguden.
- Kukulcán – Quetzalcóatl – Venus – senkommen krigsgud mm.
- Tohil – eldens gud.
- Xbalanque – mångud.
- Zipacna - en demon i Xibalba.

### Bacabs
Bacabs var fyra bröder, söner till Itzamna och Ix Chel. En av skapargudarna placerade dessa i var sitt av universums fyra hörn. Eftersom dessa viktiga himlens uppbärare står vid en av de fyra kardinalriktningarana, så blev var och en tilldelad var sin färg och var sitt specifika segment i mayakalendern. 
- Hobnil (senare ersatt av Chaac) - bacab i öster, står för rött och Kan-åren.
- Can Tzicnal - bacab i norr, står för vitt och Muluc-åren.
- Zac Cimi - bacab i väster, står för svart och Ix-åren.
- Hozanek - bacab i söder, står för gult och Cauac-åren.

Hänvisningar till Bacabs hittar man i 1600-talsbiskopen, bokbrännaren och historieskrivaren Diego de Landa och de olika maya-berättelserna som är kända som Chilam Balam. Vid något tillfälle blev bröderna associerade med bilden av Chaac, Mayas regngud. På Yucatán refererade Chan Kom-maya till himmelsbärarna som de fyra Chaacs. Man trodde att de också var jaguargudar och hade anknytning till biodling. Liksom många andra gudomar var Bacabs viktiga vid spådomsceremonier, som man vände sig till med frågor om grödor, vädret eller binas hälsa.

### De första människorna
Xpiyacoc var mayafolkets ”urfader”, make till urmodern Xmucane.

## Referenslitteratur
- John Bierhorst, The Mythology of Mexico and Central America. Oxford U.P. (2002).
- Didier Boremanse, Cuentos y mitología de los lacandones. Tradición oral maya. Editorial: Academia de Geografia e Historia de Guatemala.
- Demarest, Arthur; Ancient Maya: The Rise and Fall of the Rainforest Civilization. Cambridge University Press (2004), Cambridge.
- Martin, Simon & Miller, Mary; Courtly Art of the Ancient Maya. Thames & Hudson (2004), New York. ISBN 0-500-05129-1
- Miller, Mary & Karl Taube; The Gods and Symbols of Ancient Mexico and the Maya. Thames and Hudson (1993), London. ISBN 0-500-05068-6.
- Kay Almere Read & Jason J. Gonzalez; Mesoamerican Mythology. A guide to the gods, heroes, rituals, and beliefs of Mexico and Central America. Oxford (2002).
- Ralph L. Roys; The Book of Chilam Balam of Chumayel.
- Roys, Ralph L.; Ritual of the Bacabs: A Book of Maya Encantations. University of Oklahoma Press, Norman, Oklahoma (1965).
- Karl Taube; The Major Gods of Ancient Yucatan. Dumbarton Oaks (1992).
- Thompson, J. Eric S.; Maya History and Religion. University of Oklahoma Press, Norman, Oklahoma (1970).